# Briom

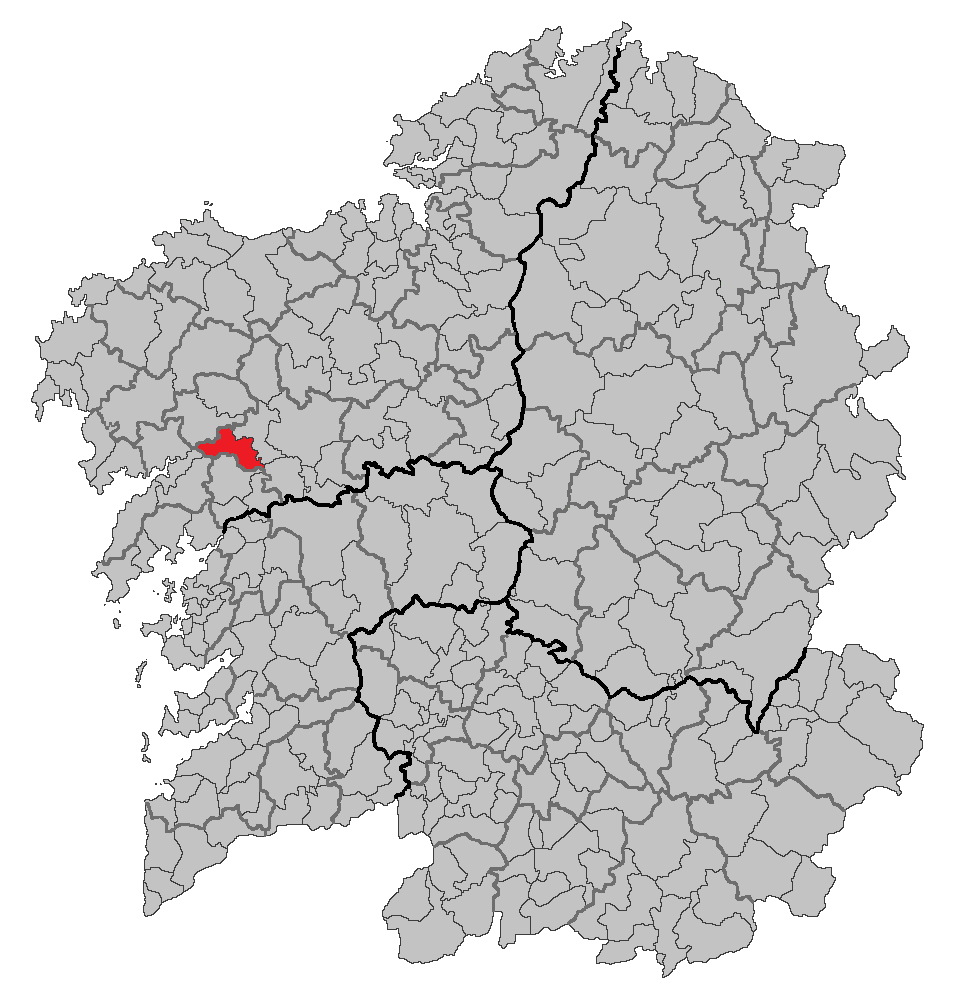
Localização de Brión

Briom (Brión) é um município da Espanha na província
da Corunha,
comunidade autónoma da Galiza, de área 75 km² com população de 7087 habitantes (2007) e densidade populacional de 94,49 hab./km².

## Demografia
| Variação demográfica do município entre 1991 e 2004 | Variação demográfica do município entre 1991 e 2004 | Variação demográfica do município entre 1991 e 2004 | Variação demográfica do município entre 1991 e 2004 |
| --------------------------------------------------- | --------------------------------------------------- | --------------------------------------------------- | --------------------------------------------------- |
| 1991                                                | 1996                                                | 2001                                                | 2004                                                |
| 6375                                                | 6378                                                | 6233                                                | 6684                                                |

## Património edificado
- Torres de Altamira